# Liaoximordella hongi
Liaoximordella hongi is een keversoort uit de familie spartelkevers (Mordellidae). De wetenschappelijke naam van de soort is voor het eerst geldig gepubliceerd in 1993 door Wang.